# Ephesia chekiangensis
Ephesia chekiangensis là một loài bướm đêm trong họ Noctuidae.